# Sayaka Osakabe
Sayaka Osakabe (小酒部 さやか), (1977) é uma ativista japonesa dos direitos da mulher. Ela perseguiu uma ação judicial para a aplicação da lei da Igualdade de Oportunidades do Japão e obteve o reconhecimento por parte do governo que o assédio materna é ilegal. Sayaka foi uma das vencedoras do vencedor do Prêmio Internacional às Mulheres de Coragem do Departamento de Estado os EUA.

## Biografia
Sayaka Osakabe nasceu no Japão em 1977. Ela trabalhava como editora de revistas quando ficou grávida. Em vez de aprovar horas de trabalho mais curtas, seu chefe tentou pressioná-la a deixar seu emprego. Depois de sofrer dois abortos, Osakabe pediu por licença se engravidasse novamente o que foi negado. Osakabe deixou seu trabalho sob coação e iniciou um caso no tribunal do trabalho. Em junho de 2014, ela ganhou a causa e formou um grupo de apoio chamado Matahara Net, o nome é a combinação das versões encurtadas das palavras em inglês "maternidade e assédio" ("maternity and harassment"). o nome tornou-se uma marca registrada.
O Fórum Econômico Mundial classifica o Japão na 104º posição no mundo em igualdade no local de trabalho e as estatísticas oficiais de trabalho mostram que uma em cada quatro mulheres que trabalham têm experimentado assédio à maternidade.Embora a lei japonesa garanta às mulheres o direito de procurar papéis menos fisicamente exigentes durante a gravidez e 14 semanas de licença maternidade ou licença parental, para ambos os pais, em conjunto com o parto, muitas mulheres não utilizam as garantias devido à percepção de insegurança no emprego.
Em 18 de setembro de 2014, membros da Matahara participaram de um julgamento na Suprema Corte em apoio a outra mulher em situação semelhante. A mulher foi rebaixada pelo empregador do hospital onde trabalhava durante a gravidez. Uma decisão do tribunal da primeira instância descobriu que estava "no âmbito da autoridade do hospital sobre questões de pessoal removê-la da sua posição de supervisão", mas a Lei da Oportunidade de Emprego Igual do Japão proíbe especificamente o rebaixamento devido à gravidez. Em uma decisão histórica emitida em 23 de outubro de 2014, a Suprema Corte do Japão anulou os veredictos de primeira instância e determinou que o rebaixamento ou outras medidas punitivas baseadas em gravidez violam a Lei de Igualdade de Oportunidades de Emprego.
Osakabe continua seus esforços com a Matahara Net para promover o empoderamento das mulheres. Seu objetivo é mudar a política pública e a percepção social para que todas as mulheres tenham oportunidades de trabalho iguais.

## Prêmios
- Prêmio Internacional às Mulheres de Coragem do Departamento de Estado os EUA.[2][9]